# Steve Downes
Steve Downes (28 de junho de 1951) é um DJ e dublador americano. É mais conhecido por seu trabalho como dublador do personagem da série de videojogos Halo, Master Chief. Ele trabalhou como disc jockey, em Los Angeles, trabalhou nas estações de rádio de Album-oriented Rock KWST (1978-1981), KEZY-AM (1981-1982) e KLSX (1994), mas é mais lembrado por seu trabalho no turno da noite na rádio KLOS de 1982 a 1991. Frequentemente apresentava o live call-talk show, Rockline no início da década de 1990. Mais recentemente, ele trabalhou como apresentador do programa matinal da 97.1 WDRV "The Drive" em Chicago, Illinois. Downes também apresenta o programa de rádio nacionalmente transmitido "The Classics". Ele é casado com sua colega de dublagem, Liz Zweifler.
Em 6 de fevereiro de 2015, Downes anunciou que, depois de 44 anos trabalhando em rádios ele iria se aposentar para passar mais tempo com sua família; seu último show na WDRV foi ao ar em 9 de Março de 2015. Ele foi sucedido pelos veteranos de esportes e apresentação de talk radio Dan McNeil e Pete McMurray.

## Dublagem
Steve Downes foi em comerciais de voz desde 1990. Ele forneceu as vozes para vários jogos eletrônicos. Sua primeira experiência em dublagem de jogos ocorreu em 1999, quando ele desempenhou o papel de Gunnar no jogo de vídeo Septerra Core: Legacy of the Creator. Apesar de o papel ser relativamente menor, o seu desempenho chamou a atenção do diretor de dublagem e compositor musical do jogo, Martin "Marty" O'Donnell. Quando Martin começou a trabalhar no jogo Halo: Combat Evolved, da Bungie, ele convidou Steve a dublar o personagem principal do jogo, Master Chief.

## Jogos de vídeo
| Ano  | Título                                                 | Papel                         | Notas                 |
| ---- | ------------------------------------------------------ | ----------------------------- | --------------------- |
| 1999 | Septerra Core                                          | Gunnar                        |                       |
| 2001 | Halo: Combat Evolved                                   | Spartan John-117/Master Chief |                       |
| 2004 | Halo 2                                                 | Spartan John-117/Master Chief |                       |
| 2007 | Halo 3                                                 | Spartan John-117/Master Chief |                       |
| 2010 | Halo: Reach                                            | Spartan John-117/Master Chief | Voz do modo Firefight |
| 2012 | Halo 4                                                 | Spartan John-117/Master Chief |                       |
| 2012 | Os Vingadores: os Super-Heróis mais poderosos da Terra | Peter Quill/Star-Lord         |                       |
| 2015 | Halo 5: Guardians                                      | Spartan John-117/Master Chief |                       |
| 2015 | Halo: The Fall of Reach                                | Spartan John-117/Master Chief |                       |
| 2016 | Quantum Break                                          | Harlan                        |                       |